# Hanna Konarowska
Hanna Konarowska-Nowińska (ur. 24 maja 1983 w Warszawie) – polska aktorka.

## Życiorys
Jest absolwentką The Lee Strasberg Theatre and Film Institute (2006).

## Życie prywatne
Jest prawnuczką Jana Parandowskiego, wnuczką aktora Andrzeja Szczepkowskiego, córką aktorów Joanny Szczepkowskiej i Mirosława Konarowskiego oraz młodszą siostrą aktorki Marii Konarowskiej.
Ze związku z aktorem Jakubem Wonsem ma córkę Zofię (ur. 2011). W 2018 urodziła drugie dziecko. We wrześniu 2021 wyszła za aktora Łukasza Nowińskiego, z którym ma syna (ur. 2022).

## Filmografia
- 2002: Na dobre i na złe – Izabela, dziewczyna na basenie (odc. 124)
- 2003: Ludzie wśród ludzi – obsada aktorska
- 2004-2005: Na Wspólnej – Klaudia Wiaderna
- 2004: Kosmici – Beata Majewska
- 2005: Kryminalni – córka Kuny (odc. 21)
- 2005-2006: Tango z aniołem – Zuzanna Wojnar
- 2006: Oficerowie – zakonnica (odc. 10, 12)
- 2007: Scherzo (etiuda szkolna) – obsada aktorska
- 2007: Gra (etiuda szkolna) – tenisistka
- 2008: Pitbull – Renata (odc. 19-28, 30-31)
- 2008: Lejdis – Maria, sekretarka redaktor naczelnej
- 2008: Czarny – Małgorzata
- 2008: Leśne doły – Monika
- 2010: Ojciec Mateusz – Sylwia Orska (odc. 48)
- 2010: Milion dolarów – Matylda
- 2011: Na dobre i na złe – Joanna Bień (odc. 469)
- 2012: Paradoks – prostytutka Sylwia (odc. 13)
- 2012: Nad życie – Barbara
- 2012: M jak miłość – Wioletta (odc. 904, 906, 916)
- 2012: Piąty Stadion – koleżanka Anny (odc. 4)
- 2014: Przyjaciółki – Agnieszka, siostra Szymona (odc.33, 35-36)
- 2014: Obywatel  – pielęgniarka na strajku
- 2014: Lekarze nocą – stażystka (odc. 3)
- 2015: Wkręceni 2 – pielęgniarka
- 2015: Wata cukrowa – Greta
- 2016: Komisarz Alex – Bożena Bogusz (odc. 97)
- 2016: Dwoje we troje – Anna, klientka banku, dziewczyna gitarzysty Michała, potem jego narzeczona i żona (odc. 10, 52)
- 2016: Druga szansa  – ciężarna pasażerka samolotu (odc. 1 sezon II)
- 2017: PolandJa – żona Szymona (głos w telefonie)
- 2017: Ojciec Mateusz – Alicja Miller, agentka Zaremby (odc. 215)
- 2017: Gardenia (spektakl telewizyjny) – kobieta IV
- 2018: Trzecia połowa – Zuzanna, partnerka Borysa
- 2018: Tamtej nocy – Zuzanna Szwarc
- 2019: Barwy szczęścia – Albina Węgrzyk
- 2020: Zieja – konspiratorka
- 2020: O mnie się nie martw – Natalia, siostra Artura
- 2020: Chyłka. Rewizja – recepcjonistka w "Salusie"
- 2021: Komisarz Mama – Natalia Wołowiec, matka Szymona (odc. 1)
- 2021: Planeta singli. Osiem historii – Kasia (odc. 2)
- 2022: Zieja – konspiratorka (odc. 2)
- 2022–2023: Sługa narodu – Alicja Halicka
- 2023: M jak miłość – Elka

### Dubbing
- 2013–2014: Sam i Cat jako Cat Valentine
- 2010–2013: Victoria znaczy zwycięstwo jako Cat Valentine